# Paddy Ashdown
Lord Jeremy John Durham Ashdown, Baron Ashdown of Norton-sub-Hamdon (født 27. februar 1941, død 22. december 2018), kendt som Paddy Ashdown, var en britisk politiker og diplomat, der i perioden 1988-1999 var leder af partiet Liberaldemokraterne. Han blev internationalt kendt som verdenssamfundets Høje Repræsentant for Bosnien og Hercegovina 2002-2006 efter hans stærke støtte til militær intervention i krigen i Jugoslavien i 1990'erne.
Ashdown havde oprindeligt en karriere i Royal Marines, hvor han var officer i Special Boat Service, samt i den britiske sikkerhedsservice. I 1983 blev han valgt til Parlamentet i Yeovil og forblev medlem, til han ikke genopstillede ved valget i 2001.
Han var en berejst herre og beherskede blandt andet mandarin, som han havde tolkeeksamen i. Ashdown modtog en række udmærkelser, herunder Knight Grand Cross af Sankt Mikaels og Sankt Georgs orden samt Order of the Companions of Honour.